# Bosanska kava
Bosanska kava, naziv je za specifični način pripremanja turske kave i posluživanja kave u Bosni i Hercegovini. 

## Priprema
Bosanska kava predstavlja specifičan način pripreme kave u Bosni i Hercegovini. Jedinstven na svijetu i kao takva jedna je od simbola ove države. 
Džezva je posebna posuda u kojoj se "peče" kava. Voda se stavi u džezvu da prokuha. Prije nego što dođe do stupnja ključanja vode, džezva se skida s peći, odvaja se jedna količina vode (1 do 2 fildžana), zasipa se kava (jedna žličica na jedan fildžan, odnosno koliko džezva sadrži fildžana toliko žličica kave). Zatim se džezva vraća na vatru, gdje se zadržava dok ne "kihne" odnosno "baci ključ". Na kraju se voda koja je ranije odvojena u tankom mlazu, vraća u džezvu. Na taj način se dobije kajmak (pjena koja se formira na površini i zadržava ukus i aromu) "ačik" boje. Bosanska kava se i ne smatra bosanskom, ako nema dovoljno kajmaka. Prije sipanja kave iz džezve, u svaki fildžan se stavi određena količina kajmaka, jer se bosanska kava ne pije "gola".
Džezva se kuje od bakra i ima odgovarajući oblik (šire dno koje se naglo sužava). Ovakav oblik služi za filtriranje kavenog taloga (toza) prigodom sipanja, jer oblik takvog dna zadržava toz na dnu džezve.
Tvrtka Vispak je upisana u Guinnessovu knjigu rekorda kao vlasnik najveće džezve na svijetu. Najveća džezva na svijetu je izrađena 2004. godine i predstavljena je na otvaranju obnovljenog Starog mosta u Mostaru. Taj dan se cijeli Mostar, ali i dosta turista iz čitavog svijeta, družio ispod Starog mosta i uživao ispijajući prvu jutarnju kavu. Džezva može proizvesti 630 litara kave ili 8.000 šalica, za što je potrebno 63 kg pržene kave.

## Vanjske poveznice
- Prava bosanska kafa (boš.)